# Miss Thailandia
Miss Thailandia (นางสาวไทย) è un concorso di bellezza femminile che si tiene annualmente in Thailandia. La prima edizione del concorso si è tenuta il 10 dicembre 1934 nel distretto Phra Nakhon di Bangkok con il nome di Miss Siam (นางสาวสยาม). La vincitrice di Miss Thailandia rappresentava il paese a Miss Universo mentre la seconda classificata partecipava a Miss Asia Pacific International. Tuttavia, la licenza di Miss Universo è passata dagli organizzatori di Miss Thailandia a Miss Universo Thailandia nel 2000. Quindi l'ultima Miss Thailandia presentata a Miss Universo è stata Apisamai Srirangsan nel 1999. La migliore performance di una Miss Thailandia si è avuta con Porntip Nakhirunkanok, incoronata Miss Universo 1988.
Miss Universo Thailandia si tiene annualmente dal 2000, ed è responsabile per la scelta delle rappresentanti thailandesi per Miss Universo, Miss Terra, Miss Intercontinental, Miss Asia Pacific International e Miss Tourism. La migliore performance di una Miss Universo Thailandia si è avuta con Charm Onwarin Osathanond, che riuscì ad arrivare fra le prime venti classificate nel 2006.
Le rappresentante della Thailandia per il concorso internazionale Miss Mondo, invece vengono selezionata attraverso il concorso Miss Mondo Thailandia. La seconda classificata invece ha la possibilità di partecipare a Miss Chinese International.

## Albo d'oro

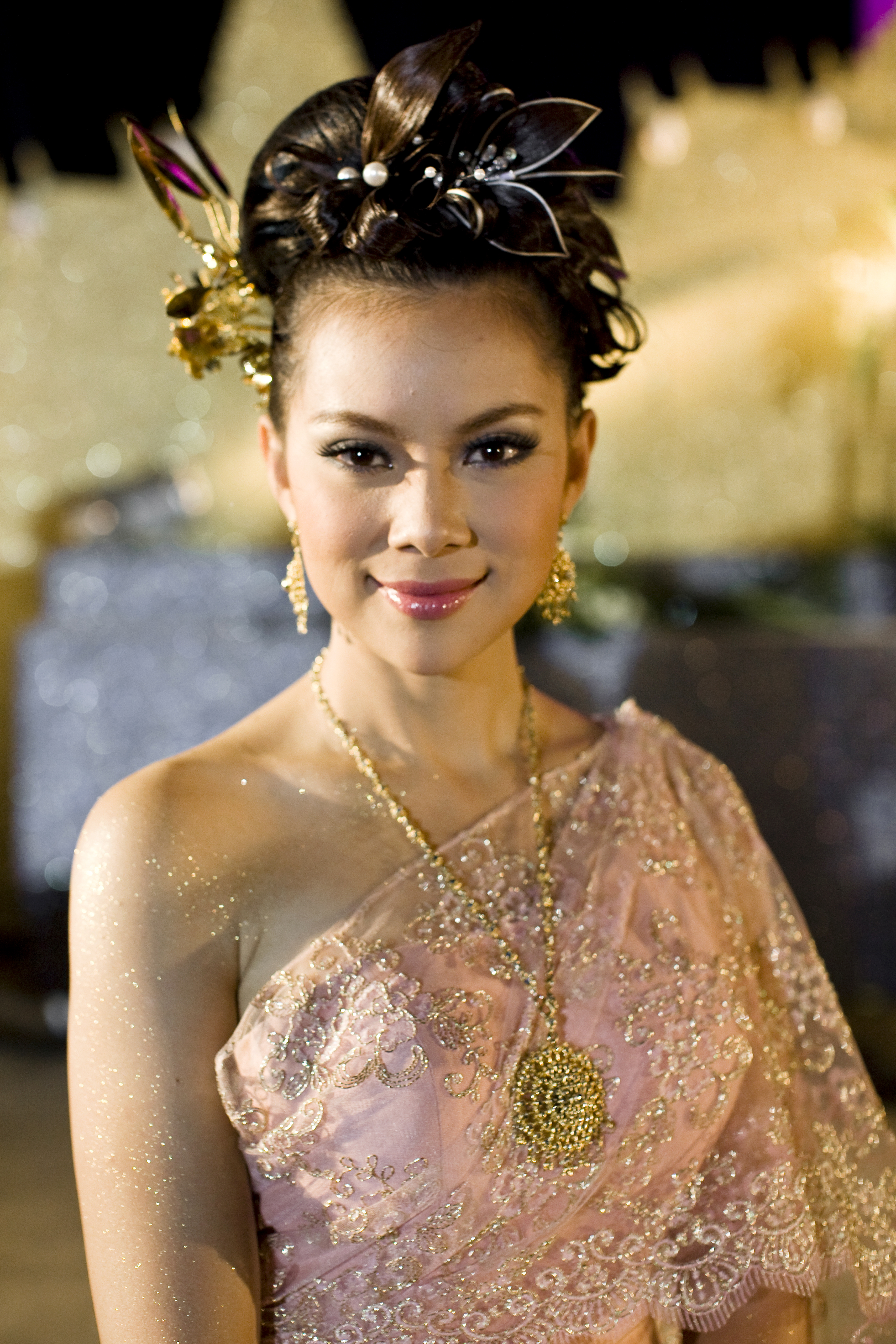
Panadda Wongpuudee, Miss Thailandia 2000.

### Miss Thailandia
| Anno       | Vincitrice                  | Provincia       | Note |
| ---------- | --------------------------- | --------------- | --- |
| 2016       | Thanaporn Sriwirach         | Phayao          | |
| 2014       | Wilasini Chanwutthiwong     | Bangkok         | |
| 2013       | Adcharaporn Kanoknateesavad | Bangkok         | |
| 2012       | Prissana Kumpusiri          | Bangkok         | |
| 2010       | Kritchaporn Homboonyasak    | Chiang Mai      | |
| 2009       | Ornwipa Kanoknateesawat     | Bangkok         | |
| 2008       | Panprapa Yongtrakul         | Bangkok         | |
| 2007       | Angkana Trirattanathip      | Bangkok         | |
| 2006       | Lalana Kongtoranin          | Bangkok         | |
| 2004       | Sirinya Sattayasai          | Bangkok         | |
| 2003       | Chalisa Boonkrongsap        | Bangkok         | |
| 2002       | Patiporn Sittipong          | Chiang Mai      | |
| 2001       | Sujira Arunpipat            | Bangkok         | |
| 2000       | Panadda Wongpuudee          | Chonburi        | |
| 1999       | Apisamai Srirangsan         | Nakorn Pathom   | |
| 1998       | Chalida Taochalee           | Bangkok         | |
| 1997       | Suangsuda Lawanprasert      | Nakhon Nayok    | |
| 1996       |                             |                 | Niratchla Khamya fu scelta per rappresentare la Thailandia a Miss Universo 1996                                                  |
| 1995       | Pavadee Wicheintrat         | Bangkok         | Mrs. Mondo 2003 |
| 1994       | Areeya Chumsai              | Ayutthaya       | Miss Kodak Smile (premio dello sponsor)                                                                                          |
| 1993       | Chattarika Ubonsiri         | Bangkok         | |
| 1992       | Orn-anong Panyawong         | Chinang Mai     | |
| 1991       | Jiraprapa Savetanand        | Bangkok         | |
| 1990       | Passaraporn Chaimongkol     | Songkhla        | Miss Photogenic a Miss Universo 1990                                                                                             |
| 1989       | Yonlada Ronghanam           | Bangkok         | |
| 1988       | Porntip Nakhirunkanok       | Chachoengsao    | Miss Universo 1988 |
| 1987       | Chutima Naiyana             | Chonburi        | |
| 1986       | Taweeporn Klungploy         | Nakhon Sawan    | |
| 1985       | Tarntip Pongsuk             | Nan             | |
| 1984       | Savinee Pakaranang          | Samut Prakan    | Semifinalista (Top 10) Miss Universo 1984, 2ª classificata Miss Mondo 1989                                                       |
| 1972       | Kanok-orn Bunma             | Chachoengsao    | |
| 1971       | Nipapat Sudsiri             | Bangkok         | |
| 1970       | Nessun concorso             |                 | |
| 1969       | Warunee Sangsirinavin       | Bangkok         | |
| 1968       | Sangduen Manwong            | Bangkok         | Best National Costume a Miss Universo 1969                                                                                       |
| 1967       | Apantree Prayuttasenee      | Chiang Mai      | Semifinalista (Top 15) |
| 1966       | Prapussorn Panichkul        | Lopburi         | |
| 1965       | Cheranand Savetanand        | Bangkok         | 3ª classificata Miss Universo 1966                                                                                               |
| 1964       | Apasra Hongsakula           | Bangkok         | Miss Universo 1965 |
| 1955- 1963 | Nessun concorso             |                 | Sodsri Sodsal Venijvadhava fu scelta per rappresentare la Thailandia a Miss Universo 1959 e vinse il titolo di Miss Congeniality |
| 1954       | Sucheela Srisomboon         | Kamphaeng Phet  | |
| 1953       | Anong Atchawattana          | Bangkok         | Amara At-Savanon, 3ª classificata a Miss Thailandia, fu la prima rappresentante thailandese per Miss Universo                    |
| 1952       | Prachit Thong-urai          | Bangkok         | |
| 1951       | Usanee Thongnurdee          | Samut Songkhram | |
| 1950       | Amporn Burarak              | Chiang Mai      | |
| 1948       | Ladda Suwansupa             | Pattani         | |
| 1940       | Sawangjit Karuharnon        | Phra Nakhon     | |
| 1939       | Riam Pessayanavin           | Phra Nakhon     | |
| 1938       | Pissamai Chotiwut           | Phra Nakhon     | |
| 1937       | Mayuree Wichaiwattana       | Ayutthaya       | |
| 1936       | Wongdern Bhumirat           | Phra Nakhon     | |
| 1935       | Wanee Laohakeit             | Phra Nakhon     | |
| 1934       | Kanya Teinsawang            | Phra Nakhon     | |

Note
- Le detentrici del titolo provenienti da Bangkok dal 1934 al 1936 e dal 1938 al 1940 rappresentavano la provincia di Phra Nakhon.

### Miss Universo Thailandia

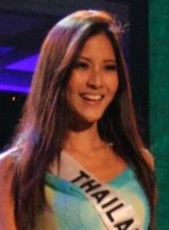
Farung Yuthithum, Miss Universo Thailandia 2007.

| Anno | Vincitrice                        | Provincia           | Piazzamento   |
| ---- | --------------------------------- | ------------------- | ------------- |
| 2018 | Sophida Kanchanarin               | Bangkok             | Finalista     |
| 2017 | Maria Poonlertlarp                | Bangkok             | Finalista     |
| 2016 | Chalita Suansane                  | Samut Prakan        | Finalista     |
| 2015 | Aniporn Chalermburanawong         | Lampang             | Finalista     |
| 2014 | Pimbongkod Chankaew               | Bangkok             |               |
| 2014 | Weluree Ditsayabut (Detronizzata) | Kanchanaburi        |               |
| 2013 | Chalita Yaemwannang               | Nakhon Ratchasima   |               |
| 2012 | Farida Waller                     | Krabi               |               |
| 2011 | Chanyasorn Sakornchan             | Chonburi            |               |
| 2010 | Fonthip Watcharatrakul            | Samut Prakan        |               |
| 2009 | Chutima Durongdej                 | Bangkok             |               |
| 2008 | Gavintra Photijak                 | Chonburi            |               |
| 2007 | Farung Yuthithum                  | Pathum Thani        | Semifinalista |
| 2006 | Charm Onwarin Osathanond          | Bangkok             | Semifinalista |
| 2005 | Chananporn Rosjan                 | Bangkok             |               |
| 2004 | Morakot Aimee Kittisara           | Bangkok             |               |
| 2003 | Yaowalak Traisurat                | Nakhon Si Thammarat |               |
| 2002 | Janjira Janchome                  | Phitsanulok         |               |
| 2001 | Warinthorn Padungvithee           | Nonthaburi          |               |
| 2000 | Kulthida Yenprasert               | Bangkok             |               |

### Miss Mondo Thailandia

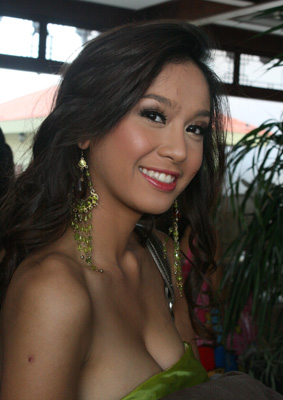
Kanokkorn Jaicheun, Miss Mondo Thailandia 2007.

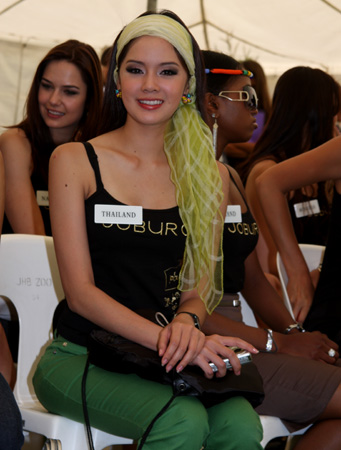
Ummarapas Jullakasian, 4ª classificata Miss Mondo Thailandia 2007..

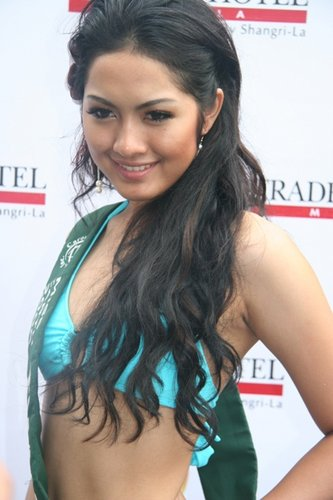
Piyaporn Deejing, Miss Terra Thailandia 2008.

| Anno | Vincitrice                   | Provincia           | Piazzamento      |
| ---- | ---------------------------- | ------------------- | ---------------- |
| 2018 | Pichapa Limsnukan            | Bangkok             | 2ª classificata  |
| 2016 | Jinnita Buddee               | Chiang Rai          | Semifinalista    |
| 2015 | Thunyachanok Moonnilta       | Chiang Mai          |                  |
| 2014 | Nonthawan Thongleng          | Surat Thani         | Semifinalista    |
| 2013 | Natalie Kanyapak Phoksomboon | Udon Thani          |                  |
| 2012 | Vanessa Herrmann             | Phuket              |                  |
| 2011 | Patcharida Blatchford        | Bangkok             | Quarti di finale |
| 2010 | Sirirat Rueangsri            | Chiang Mai          | Semifinalista    |
| 2009 | Pongchanok Kanklab           | Bangkok             |                  |
| 2007 | Kanokkorn Jaicheun           | Bangkok             |                  |
| 2006 | Melissa Mahapol              | Nonthaburi          |                  |
| 2005 | Cindy Sirinya Jensen         | Ayutthaya           |                  |
| 2005 | Atchara McKay (Detronizzata) | Chiang Mai          |                  |
| 2004 | Nikallaya Abdul Dulaya       | Yala                |                  |
| 2003 | Jenjira Keardprasop          | Bangkok             |                  |
| 2002 | Ticha Luengpairoj            | Nakhon Pathom       |                  |
| 2001 | Lada Engchawadechasilp       | Bangkok             |                  |
| 1997 | Tanya Tiana Suesuntisook     | Bangkok             | 5ª classificata  |
| 1996 | Sirinya Winsiri              | Chonburi            |                  |
| 1994 | Patinya Thongsri             | Chanthaburi         |                  |
| 1993 | Maturose Kato Leaudsakda     | Bangkok             |                  |
| 1992 | Metinee Kingpayome           | Bangkok             |                  |
| 1991 | Rewadee Malaisee             | Ang Thong           |                  |
| 1990 | Panida Umsaard               | Prachuap Khiri Khan |                  |
| 1989 | Prathumrat Woramali          | Bangkok             | 4ª classificata  |
| 1988 | Prapatsara Chutanutpong      | Suphanburi          |                  |
| 1987 | Benjawan Srilapan            | Ubon Ratchathani    |                  |
| 1986 | Sangravee As-Savarak         | Bangkok             |                  |
| 1985 | Parnlekha Wanmuang           | Bangkok             |                  |

### Miss Grand Thailandia
| Anno | Vincitrice             | Provincia           | Piazzamento            | |
| ---- | ---------------------- | ------------------- | ---------------------- | --- |
| 2019 | Arayha Suparurk        | Nakhon Phanom       | 2ª classificata        | - Historic Crowns Fashion Show Gala - Miss Popular Vote (Top 10) - Best in Swimsuit (Top 10) - Best National Costume (Top 10) |
| 2018 | Namoey Chanaphan       | Phuket              | Semifinalista (Top 20) | - Best in Evening Gown - Best National Costume (Top 12)                                                                       |
| 2017 | Premika Pasinetti      | Krabi               | Semifinalista (Top 10) | - Paradise Cave Heritage |
| 2016 | Supaporn Malisorn      | Songkhla            | 2ª classificata        | - Best National Costume (Top 10)                                                                                              |
| 2015 | Rattikorn Kunsom       | Songkhla            | 4ª classificata        | - Best National Costume (Top 20)                                                                                              |
| 2014 | Parapadsorn Disdamrong | Nakhon Ratchasima   | Semifinalista (Top 10) | - Best in Swimsuit - Best National Costume (Top 20)                                                                           |
| 2013 | Yada Theppanom         | Prachuap Khiri Khan | Semifinalista (Top 20) | - Best National Costume (Top 10)                                                                                              |